# Colne (Hertfordshire)

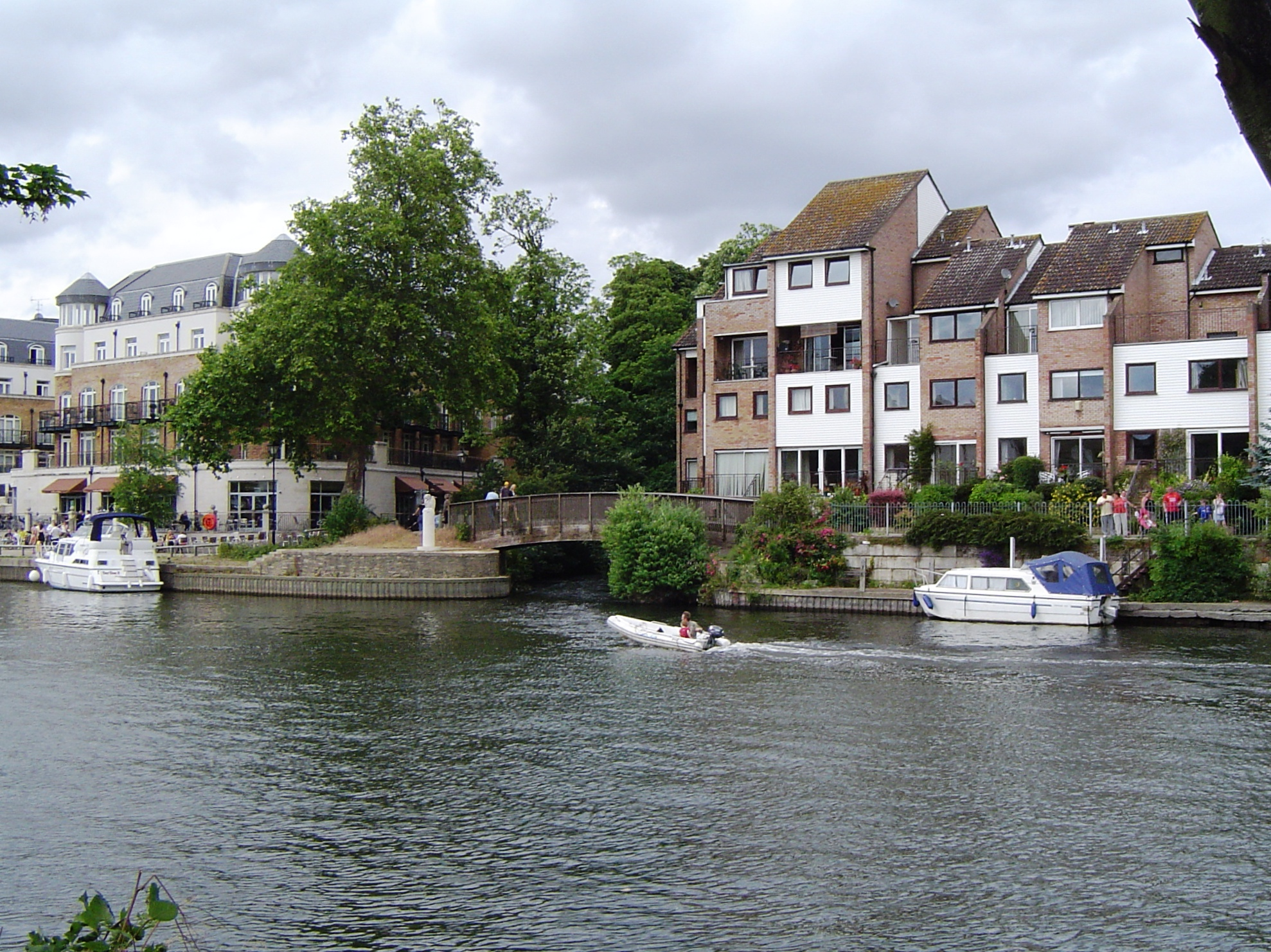
De plek bij Staines waar de Colne de Theems instroomt

De Colne is een zijrivier van de Theems en loopt langs de westkant van Londen. De rivier loopt door onder meer Watford, Staines, Uxbridge en West Drayton.
De Colne stroomt voornamelijk door Hertfordshire en vormt de grens tussen het district South Bucks van Buckinghamshire en Hillingdon, het westelijkst gelegen borough van Groot-Londen. 
De bron van de Colne is bij het dorpje North Mymms in Hertfordshire, ten noordwesten van Londen. Van hieruit loopt de rivier naar Watford en verder naar Uxbridge. Het loopt hierna parallel aan het Grand Union Canal. De Colne stroomt de Theems in bij de sluis Penton Hook Lock in Laleham (Surrey), vlak bij Staines.
De Frays is een zijtak van de Colne die zich bij Uxbridge afsplitst van de Colne en zich bij West Drayton weer bij de Colne voegt. Enkele andere zijrivieren van de Colne zijn de Ver, de Colne Brook, de Wraysbury (die zich bij Staines weer bij de Colne voegt) en de Duke of Northumberland's River, eigenlijk een 16e-eeuws kanaal.
Plaatsen vernoemd naar de rivier zijn London Colney, Colney Heath en Colney Street in Hertfordshire. Colnbrook in Berkshire is vernoemd naar de zijrivier Colne Brook.
- Virtual International Authority File: 768144783155586996706